# UAZ
UAZ (УАЗ) neboli Uljanovskij avtomobilnyj zavod (Ульяновский автомобильный завод) je výrobce automobilů v ruském městě Uljanovsk, který vyrábí terénní auta, sanitky a nákladní auta.

## Historie
V roce 1941, kdy Německo zaútočilo na Sovětský svaz, Stalinova vláda vynaložila veškeré úsilí, aby zachránila sovětský průmysl ohrožovaný nacistickou armádou. Kvůli rychlému postupu Němců na Moskvu bylo tedy v roce 1941 rozhodnuto přemístit ZIL – moskevského výrobce aut – dále od přední linie. Takové místo bylo Uljanovsk, město v Povolží s existující infrastrukturou a kvalifikovanými pracovníky, ale mimo dosah německé armády. V té době byl závod považován za dceřinou společnost ZILu.
Po zhroucení Sovětského svazu byli lidé na jedné straně ochotni kupovat auta UAZ vzhledem k jeho vysokému renomé značky, na druhé straně většina raději používala dovážené off-road vozy kvůli nedostatku spolehlivosti automobilů UAZ v 90. letech.
V roce 2004 byl závod odkoupen finanční skupinou Severstal. V roce 2005 byl odhalen nový SUV automobil UAZ Patriot. Rozsáhlé využití levnějších a kvalitnějších korejských součástek, velká kapacita, dobré schopnosti v terénu a přijatelná cena zajistily Patriotu v Rusku dobré prodeje.

## Současné modely
- Hunter
- Patriot
- Pick-up

## Galerie

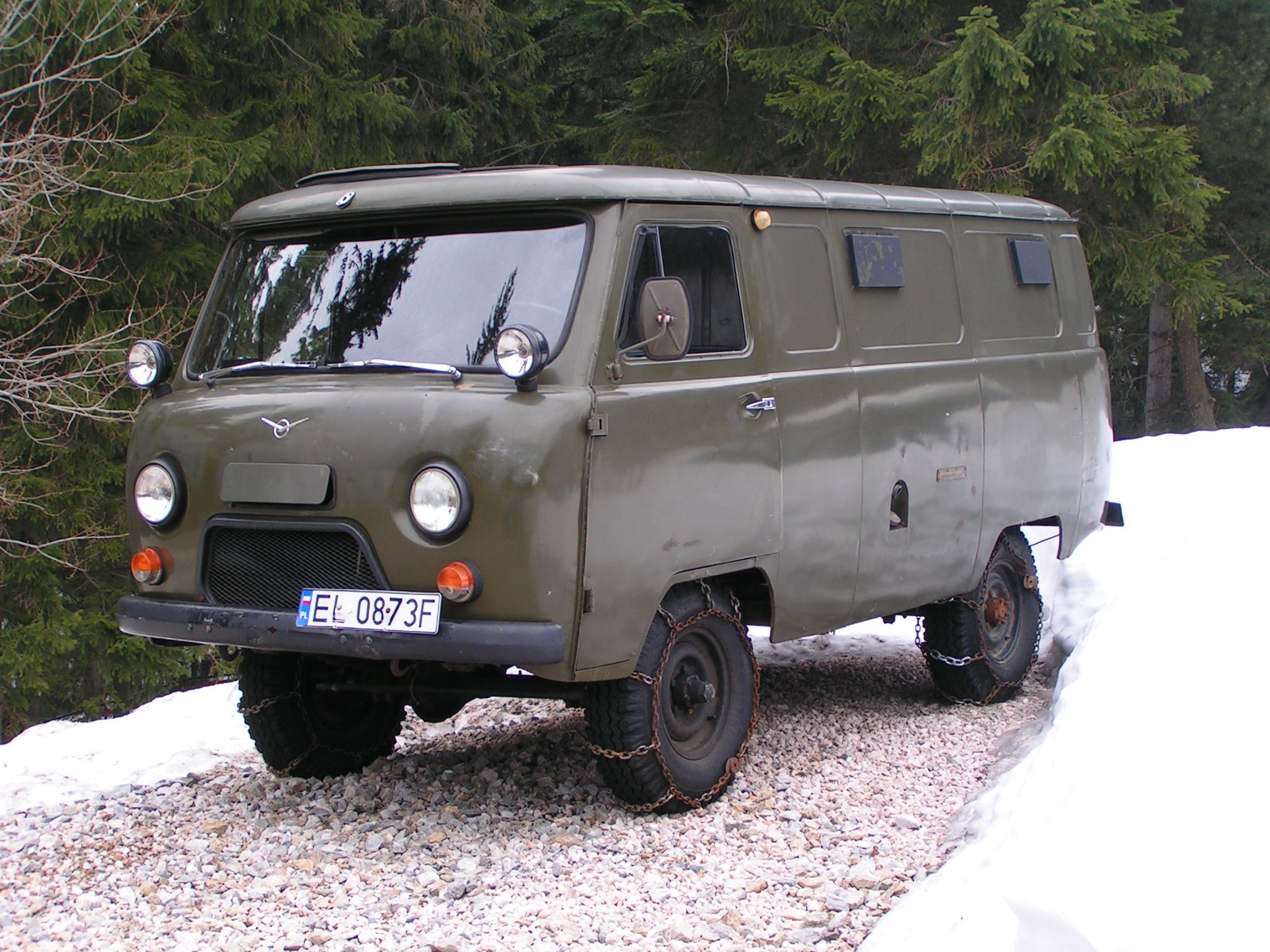
UAZ-452
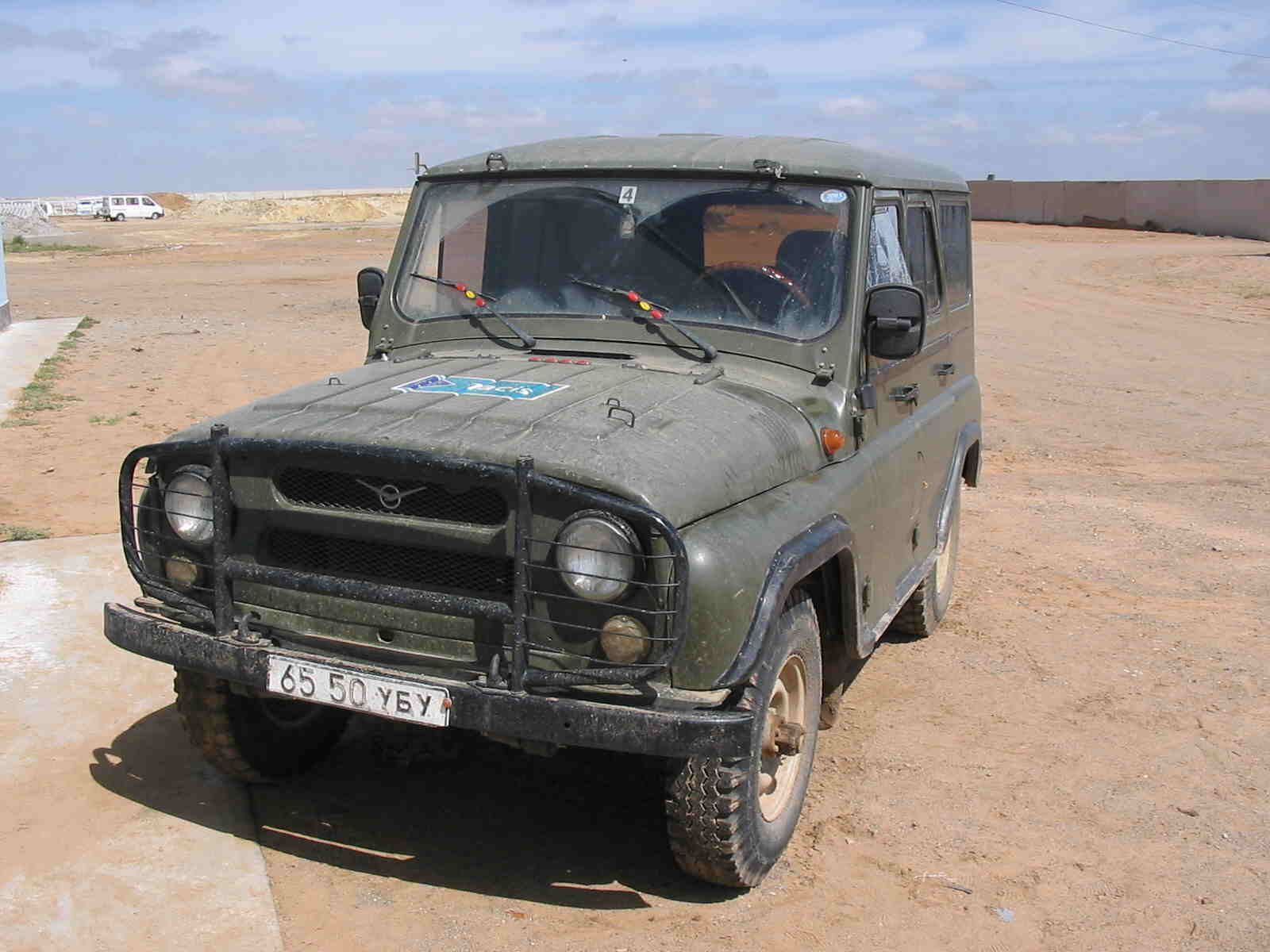
UAZ-469
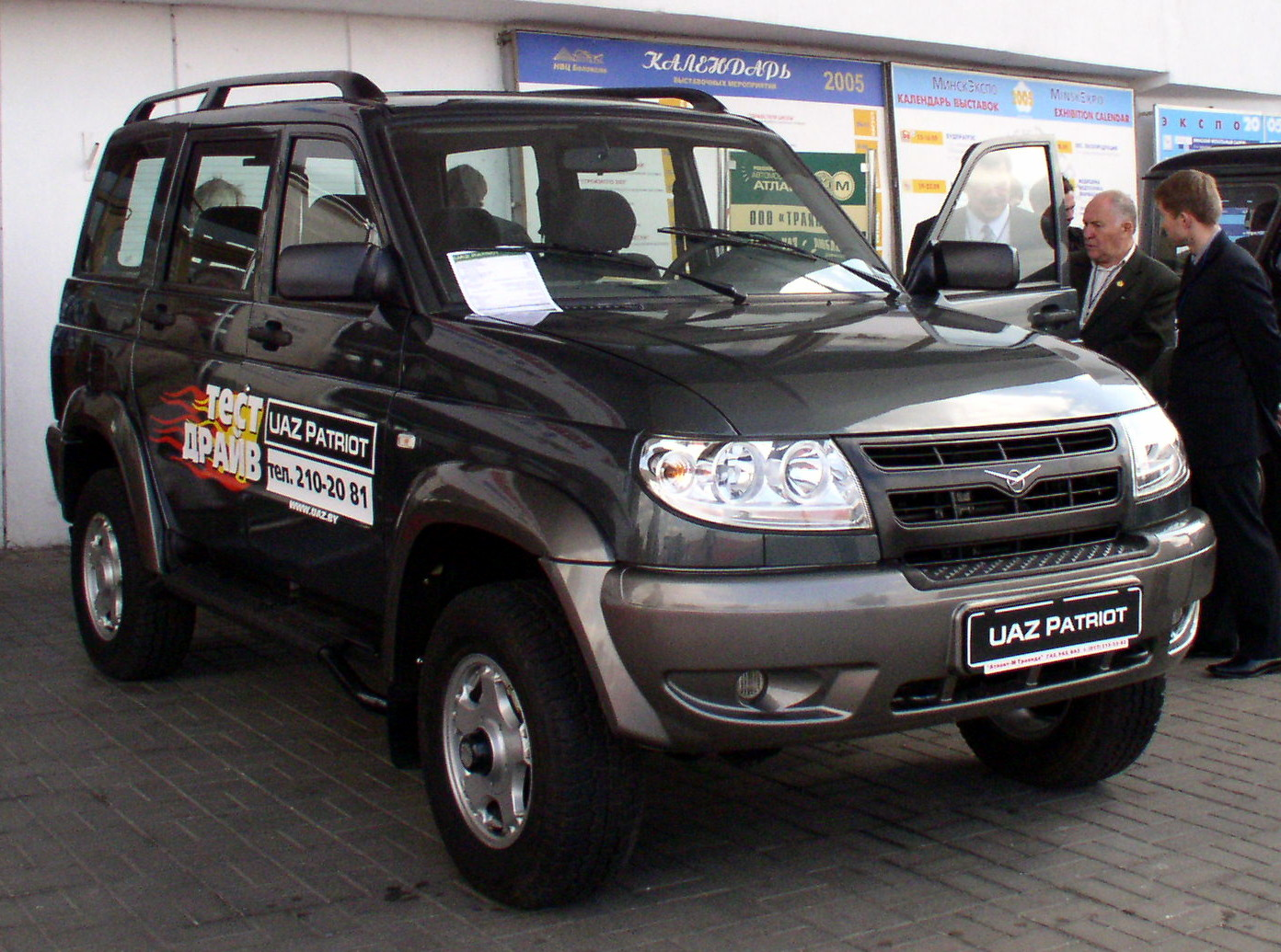
UAZ Patriot